# تشارلز مكينتوش
تشارلز مكينتوش هو سياسي كندي، ولد في 4 أبريل 1892، وتوفي في 1970. انتخب عضو المجلس التشريعي من ساسكاتشوان.